# Maiara Walsh
Maiara Walsh  (Seattle, Washington; 18 de febrero de 1988) es una actriz brasileñoestadounidense. Es principalmente conocida por sus papeles de Mandi Weatherly en Mean Girls 2, Ana Solís en la sexta temporada de Desperate Housewives, Kantmiss Evershot en The Starving Games y Meena Paroom en Cory in the House.

## Vida personal
Maiara es hija de madre brasileña y padre estadounidense de ascendencia irlandesa, alemana y sueca. Habla con fluidez el portugués y domina el español. A los dos años se mudó a São Paulo (Brasil). A los 11 años se mudó a Simi Valley, California, para perseguir su carrera como actriz.
Walsh es una activista de derechos humanos, y pasa mucho de su tiempo como voluntaria y participando de proyectos para la comunidad. También le gusta viajar, leer, pasar tiempo al aire libre, y estudiar temas relacionados con Psicología, Biología y Neurociencia.

## Carrera
En 2010 actuó como invitada en The Vampire Diaries de CW como Sarah. En Atlanta, Walsh filmó Mean Girls 2 como Mandi Weatherly.
Walsh apareció en el Dr. Phil Show, en el segmento que revela los recuerdos dolorosos de su tiempo en la escuela primaria y daba consejos a los adolescentes sobre la mejor forma de empoderarse a sí misma. Ese mismo día, Walsh compartió algunos consejos durante una transmisión en vivo, patrocinado por el Dr. Phil Show.

## Filmografía

### Cine
| Año  | Título                          | Rol               | Notas                  |
| ---- | ------------------------------- | ----------------- | ---------------------- |
| 2008 | Lullabye Before I Wake          | Megan             |                        |
| 2009 | Revolution                      | Emily             | Película de televisión |
| 2010 | The Prankster                   | Sage              |                        |
| 2011 | Empty Sky                       | Samantha          | Short film LGBT        |
| 2011 | Mean Girls 2                    | Mandi Weatherly   | Película de televisión |
| 2012 | General Education               | Katie             | Protagonista           |
| 2012 | Last Hours in Suburbia          | Jennifer          | Protagonista           |
| 2013 | The Starving Games              | Kantmiss Evershot | Protagonista           |
| 2013 | Chocolate Milk                  | Lucy              | Corto                  |
| 2013 | The Armadillo                   | Molly Gardner     | Corto                  |
| 2014 | The Jazz Funeral                | Emily             | Protagonista           |
| 2014 | VANish                          | Emma              | Protagonista           |
| 2014 | Summer Camp                     | TBA               | Posproducción          |
| 2014 | Glitch                          | Sophie            | Posproducción          |
| 2014 | A Chance of Rain                | Kelly             | Posproducción          |
| 2019 | Identity theft of a cheerleader | Vicky Patterson   | Protagonista           |

### Televisión

#### Series de televisión
| Año         | Título                                   | Rol                        | Notas                         |
| ----------- | ---------------------------------------- | -------------------------- | ----------------------------- |
| 2005        | Unfabulous                               | Prima                      | 1 episodio                    |
| 2007 – 2008 | Cory in the House                        | Meena Paroom               | 32 episodios                  |
| 2009 – 2010 | Desperate Housewives                     | Ana Solis                  | 23 episodios                  |
| 2010        | The Secret Life of the American Teenager | Chica a la luz pijama azul | 1 episodio                    |
| 2010        | The Vampire Diaries                      | Sarah                      | 2 episodios                   |
| 2012 – 2017 | Switched at Birth                        | Simone Sinclair            | 19 episodios                  |
| 2014        | Agents of S.H.I.E.L.D.                   | Callie Hannigan            | 1 episodio                    |
| 2016        | Notorious                                | Willow Ferrera             | 2 episodios                   |
| 2018        | The Last Ship                            | Mia Valdez                 | 8 episodios                   |
| 2019        | Criminal Minds                           | Nikki Pareno               | 1 episodio                    |
| 2020        | Coisa Mais Linda                         | Sarah                      | 1 episodio                    |
| 2021        | Diarios de un intercambio                | Kat                        |                               |
| 2022-23     | Reyes                                    | Abigaíl                    | Elenco principal, serie de TV |

#### Programas de televisión
| Año  | Título               | Rol        | Notas           |
| ---- | -------------------- | ---------- | --------------- |
| 2007 | Disney Channel Games | Ella misma | Equipo Azul     |
| 2007 | Zapping Zone         | Ella misma | Invitada        |
| 2010 | Undateable           | Ella misma | Hours 1-5       |
| 2011 | Dr. Phil show        | Ella misma | Mini Mean Girls |